# Lijst van burgemeesters van Waalwijk
Dit is een lijst van burgemeesters van de Nederlandse gemeente Waalwijk in de provincie Noord-Brabant.
| Ambtsperiode                        | Naam burgemeester                                    | Partij of stroming                    | Geboren en gestorven                                             | Bijzonderheden |
| ----------------------------------- | ---------------------------------------------------- | ------------------------------------- | ---------------------------------------------------------------- | --- |
| 23 juli 1810 - 11 juni 1811         | Jan Franciscus Pannebakker                           |                                       | Gorinchem, 1747 - Waalwijk, 1812                                 | maire van Waalwijk en Besoijen |
| 12 juni 1811 - 24 juni 1832         | Adrianus Johannes Antonius Kuyper                    | Ultramontaanse Waalwijkse katholieken | 's Gravenhage, 1781 - Waalwijk, 24 juni 1832                     | burgemeester |
| 21 september 1832 - 10 december1835 | Hermanus van Meerwijk                                | Katholiek                             | Orthen, 15 september 1801 - 10 december 1835                     | burgemeester |
| 18 februari 1836 - 1 september 1861 | Leonard Dominicus van Heijst                         |                                       | Waalwijk, 16 november 1785 - Waalwijk, 20 april 1866             | burgemeester |
| 1 januari 1862 - 15 december 1885   | Fredericus Arnoldus Dominicus van der Klokken        |                                       | Grave, 8 september 1807 - Grave, 11 april 1896                   | burgemeester, belangrijk aandeel in de aanleg van de spoorlijn Zwaluwe - Waalwijk                                                      |
| 13 januari 1886 - 1 juli 1898       | jhr. August Ernest Marie Bruno van Grotenhuis        |                                       | Roermond, 3 september 1848 - Gendringen, 29 oktober 1911         | burgemeester |
| 3 augustus 1898 - 8 juli 1907       | Karel Adriaan Maria ridder De van der Schueren       |                                       | Nijmegen, 9 juli 1868- Bemmel, 15 september 1930                 | burgemeester, uitbreiding Tekenschool en Gasfabriek, op 8 juli 1907 burgemeester van Bemmel                                            |
| 1 september 1907 - 31 december 1923 | Theodorus Lodewijk Daniël De Surmont de Bas Smeele   |                                       | Willemstad (Curaçao), 31 januari 1863 - Haarlem, 5 december 1923 | burgemeester van de samengevoegde gemeenten Baardwijk, Besoijen en Waalwijk (1 januari 1922)                                           |
| 1 maart 1924 - 1 februari1944       | Eduardus Constantinus Josephus Moonen                |                                       | Strijp, 24 juni 1876 - Waalwijk, 6 september 1944                | waarnemend burgemeester van 19 mei 1944 tot 6 september 1944. Van 1924 tot 1933 was hij daarnaast plaatsvervangend kantonrechter.      |
| 5 december 1944 - 1 juli 1946       | Mr. Reinier Joseph Theodorus van der Heijden         |                                       | Waalwijk, 7 februari 1898 - Vught, 1 juni 1981                   | waarnemend, tevens burgemeester van Drunen, later burgemeester van Loon op Zand                                                        |
| 1 juli 1946 - 1 oktober 1951        | Mr. Robert Joseph Johan Lambooij                     | KVP                                   | 's Gravenhage, 16 januari 1904 - Vught, 29 maart 1992            | voorheen burgemeester van Deurne, later burgemeester van Hengelo                                                                       |
| 16 maart 1952 - 1 juni 1975         | Johannes Lambertus Petrus Maria Teijssen             | KVP                                   | Druten, 25 mei 1910 - Waalwijk, 19 juli 1980                     | voorheen waarnemend burgemeester van Standdaarbuiten en burgemeester van Oudenbosch                                                    |
| 1 augustus 1975 - 1 oktober 1990    | Drs. Johannes Waltherus Cornelius (Jan) van Casteren | KVP/CDA                               | Schaijk, 13 september 1929 - Waalwijk, 15 december 2008          | voorheen burgemeester van Oudenbosch (1966-1975)                                                                                       |
| 23 maart 1991 - 1 juni 2001         | Mr. Robertus Henricus Johannes (Rob) van Schaik      | CDA                                   | Maarheeze, 23 maart 1939 - heden                                 | voorheen burgemeester van Groenlo (1978-1991) en burgemeester van Bergharen (1971-1978)                                                |
| 20 augustus 2001 - 31 maart 2007    | Jan (J.) de Geus                                     | CDA                                   | 's Gravenmoer, 24 juni 1945 - 's Gravenmoer, 13 april 2007       | |
| 1 juni 2007 - 1 juli 2021           | Drs. Arnoldus Marinus Petrus (Nol) Kleijngeld        | PvdA                                  | Waalwijk, 26 oktober 1953 - heden                                | |
| 8 juli 2021 - heden                 | Drs. Sacha (S.C.A.M.) Ausems                         | Partijloos                            | Goirle, ca. 1970                                                 | van oktober 2016 tot juli 2019 was Sacha voorzitter van de Raad van Bestuur van Stichting Humankind (voorheen Kinderopvang Humanitas). |